# Anita Pallenberg
Anita Pallenberg (Roma, Italia o Hamburgo, Alemania; 6 de abril de 1942 - Chichester, Reino Unido; 13 de junio de 2017) fue una modelo, actriz y diseñadora de moda italoalemana, conocida por ser musa de roqueros en los años 1960 y 1970, junto con Marianne Faithfull.

## Biografía
Fue famosa por haber sido la novia de dos guitarristas de los Rolling Stones: primero Brian Jones de 1965 a 1967, y después fue pareja de Keith Richards de 1967 hasta 1980, con quien tuvo tres hijos: Marlon (1969, el nombre fue en honor a Marlon Brando, amigo de la pareja), Dandelion Angela (1972) y Tara (1976), cuyo fallecimiento por muerte súbita con apenas diez semanas de vida dio inicio a la crisis entre sus padres.
Hija de Arnold Pallenberg, un agente de viajes alemán que trabaja en Italia y de Paula Wiederhold, una secretaria alemana, manejó estos idiomas con fluidez desde pequeña. Después de Londres, vivió en Alemania y en Nueva York, donde se enroló en el Living Theater y en la Factoría de Andy Warhol. Tenía la nacionalidad estadounidense.
También disfrutó de cierta fama como actriz, aunque sus películas no fueran demasiado conocidas. Entre ellas destacan Barbarella (1968) y Performance (1968, aunque no estrenada hasta 1970), donde comparte escenas junto a Mick Jagger.
Falleció en 2017 a los 75 años.

## Filmografía
- 1967 - A Degree of Murder
- 1968 - Wonderwall
- 1968 - Candy
- 1968 - Barbarella
- 1969 - Dillinger Is Dead
- 1969 - Michael Kohlhaas - Der Rebell
- 1970 - Performance
- 1972 - Umano non umano
- 1976 - Berceau de cristal
- 1998 - Love Is the Devil: Study for a Portrait of Francis Bacon
- 2001 - Absolutely Fabulous IV - Episodio IV "Donkey"
- 2002 - Hideous Man
- 2006 - Mister Lonely
- 2007 - Go Go Tales
- 2009 - Chéri